# Zeche Sellerbecker Stolln
Die Zeche Sellerbecker Stolln war ein Steinkohlenbergwerk in Mülheim an der Ruhr, im Ortsteil Mellinghofen-Sellerbeck. Das Bergwerk war auch unter dem Namen Sellerbecker Kohlenbergwerke bekannt. Das Bergwerk ist nicht der direkte Vorgänger der Zeche Vereinigte Sellerbeck. Das Stollenmundloch befand sich im Bereich der Sellerbecker Höfe.

## Bergwerksgeschichte
Der Stollen wurde vermutlich bereits im 16. Jahrhundert angelegt. Zunächst wurde der Stollen mehrere hundert Lachter in östlicher Richtung aufgefahren. Bei der Auffahrung wurden mehrere Flöze angefahren und in Verhieb genommen. Gemäß der Verleihungsurkunde wurde der Abbau seit dem Jahr 1710 getätigt. Auf den Stollen wurden mehrere Schächte geteuft. Die Förderung erfolgte mittels Haspel. Bis zum Jahr 1730 betrieb die Zeche zusammen mit den Zechen Leybank, Kinderberg und Wiesche einen Förderstollen zur Ruhr. Dieser Stollen wurde auch als „Großer Stollen“ bezeichnet. Im Jahr 1730 war dieser Stollen abgebaut. Noch vor dem Jahr 1814 wurde die Zeche Sellerbecker Stolln stillgelegt.